# The Last Minute
Pour plus de détails, voir Fiche technique et Distribution.
The Last Minute est un film britannique réalisé par Stephen Norrington, sorti en 2001.

## Synopsis
Billy Byrne rêve de devenir la star de demain, mais tout ne se passe pas comme prévu.

## Fiche technique
- Titre : The Last Minute
- Réalisation : Stephen Norrington
- Scénario : Stephen Norrington
- Musique : Paul Rabjohns
- Photographie : James Welland
- Montage : Elliot Graham et Stephen Norrington
- Production : Matthew Justice et Stephen Norrington
- Société de production : Venom Productions
- Pays de production :  Royaume-Uni et  États-Unis
- Genre : Drame, thriller
- Durée : 104 minutes
- Dates de sortie : 
  - France : mai 2001 (Festival de Cannes)

## Distribution
- Max Beesley : Billy Byrne
- Emily Corrie : Anna
- Tom Bell : Grimshanks
- Ciarán McMenamin : Garvey
- Jason Isaacs : Dave « Percy » Sledge
- Kate Ashfield : Janey
- Anthony Higgins : Mitchell Walsh
- Joseph Bennett : Jarman
- Ronnie McCann : Price

## Distinctions
Le film a reçu le Directors' Week Special Jury Award au Fantasporto 2003.